# Wolfgang Dessecker
Wolfgang Dessecker (ur. 18 sierpnia 1911 w Stuttgarcie, zm. 26 marca 1973 tamże) – niemiecki lekkoatleta specjalizujący się w biegach średniodystansowych, doktor matematyki.
Dessecker reprezentował III Rzeszę podczas XI Letnich Igrzyskach Olimpijskich w 1936 roku w Berlinie. W biegu na 800 metrów z czasem 1:56,0 zajął w swoim biegu eliminacyjnym trzecie miejsce, co oznaczało dla Niemca awans do półfinału. W swoim biegu zajął piąte miejsce z czasem 1:55,3.
Dessecker startował podczas I Mistrzostw Europy w Turynie. Na dystansie 800 metrów zdobył brązowy medal z czasem 1:52,2. Do złotego medalu zabrakło mu 0,2 sekundy.
Dessecker był wielokrotnym medalistą Międzynarodowych Igrzysk Studenckich (pierwowzór uniwersjady). W latach 1933–1939 zdobył on złoto na 800 (Turyn 1933, Wiedeń 1939) i 1500 metrów (Wiedeń 1939), a także dwa srebrne medale w sztafecie olimpijskiej (Budapeszt 1935, Paryż 1937) i dwa brązowe (1500 metrów/Turyn 1933, sztafeta 4 × 100 metrów/Paryż 1937). Zdobył dziesięć medali mistrzostw Niemiec w latach 1931-1939, w tym cztery tytuły mistrzowskie. Był rekordzistą Europy w biegu na 1000 metrów z czasem 2:28,9.

## Rekordy życiowe
- bieg na 800 metrów – 1:52,2 (1934)